# Alain Marcoen
Pour les articles homonymes, voir Marcoen.
Alain Marcoen est un directeur de la photographie belge. Pendant 20 ans, il a été l'un des collaborateurs attitrés des frères Dardenne, dont il a signé la photo de tous les films, de La Promesse en 1996 à  La Fille inconnue en 2016.

## Filmographie partielle
Directeur de la photographie
- 1976 : Krystyna et sa nuit de Charles Conrad
- 1981 : Chronique des saisons d'acier (documentaire) de Thierry Michel et Christine Pireaux
- 1989 : La Mina de Lorédana Bianconi
- 1990 : Bleu marine de Jean-Claude Riga
- 1996 : La Promesse de Jean-Pierre et Luc Dardenne
- 1996 : Les Rues de Liège 1956-1996 (documentaire) de Xavier David et Georges Yu
- 1998 : Le Glaive brisé (documentaire) d'Alain Marcoen
- 1999 : Rosetta de Jean-Pierre et Luc Dardenne
- 1999 : Mobutu, roi du Zaïre (documentaire) de Thierry Michel
- 2001 : La Ville invisible (documentaire) de Philippe de Pierpont
- 2002 : Le Fils de Jean-Pierre et Luc Dardenne
- 2002 : Le Troisième Œil de Christophe Fraipont
- 2003 : Une employée modèle de Jacques Otmezguine
- 2004 : Comment j'ai tué un saint de Teona Strugar Mitevska
- 2005 : La vie d'un lecteur au temps de la fin du livre (documentaire) de Luc Jabon
- 2005 : L'Enfant de Jean-Pierre et Luc Dardenne
- 2008 : Coin rouge, coin bleu (documentaire) d'Alain Marcoen
- 2008 : Le Silence de Lorna de Jean-Pierre et Luc Dardenne
- 2009 : La Régate de Bernard Bellefroid
- 2010 : Marieke, Marieke de Sophie Schoukens
- 2011 : Elle ne pleure pas, elle chante de Philippe de Pierpont
- 2011 : Le Gamin au vélo de Jean-Pierre et Luc Dardenne
- 2013 : L’Âge de raison, le cinéma des frères Dardenne (documentaire), de Luc Jabon et Alain Marcoen
- 2013 : Gimme Shelter de Ron Krauss
- 2014 : Deux jours, une nuit de Jean-Pierre et Luc Dardenne
- 2014 : Abus de faiblesse de Catherine Breillat
- 2014 : 600 Millas de Gabriel Ripstein
- 2015 : Arrêtez-moi là de Gilles Bannier
- 2016 : La Fille inconnue de Jean-Pierre et Luc Dardenne
- 2016 : Les Survivants de Luc Jabon

Réalisation
- 1986 : Dossard (documentaire)
- 1993 : Johan Bruyneel (documentaire), avec Dirk Dewolf
- 1998 : Le Glaive brisé (documentaire)
- 2008 : Coin rouge, coin bleu (documentaire)
- 2013 : L’Âge de raison, le cinéma des frères Dardenne (documentaire), avec Luc Jabon

## Prix et récompenses
Nominations
- 2011 : 1re cérémonie des Magritte du cinéma : Magritte de la meilleure image pour La Régate
- 2012 : 2e cérémonie des Magritte du cinéma : Magritte de la meilleure image pour Le Gamin au vélo
- 2015 : 5e cérémonie des Magritte du cinéma : Magritte de la meilleure image pour Deux jours, une nuit